# Wohnsiedlung Au
Die Wohnsiedlung Au ist eine kommunale Wohnsiedlung der Stadt Zürich im Saatlenquartier von Schwamendingen, die Anfang der 1940er-Jahre von Georg Seger als Arbeitslosensiedlung gebaut wurde.

## Lage
Die Siedlung liegt am nördlichen Rand des Saatlenquartiers westlich der Autobahn A1 beim Heizkraftwerk Aubrugg. Auf der Nordseite grenzt die Siedlung an die Familiengärten Auzelg. Die nächste Bushaltestelle ist «Auzelg Ost».

## Geschichte
Der Bau der Siedlung wurde mitten in der Weltwirtschaftskrise im August 1939 beschlossen. Sie war für Langzeitarbeitslose gedacht, die aufgrund ihres Alters, ihrer Ausbildung oder Krankheiten Mühe hatten, sich wieder in den Arbeitsprozess einzugliedern. Ihnen sollte dank der grossen Gärten die Möglichkeit für den Gemüseanbau und die Kleintierzucht gegeben werden, sodass sie zu einem gewissen Grad Selbstversorger werden konnten. Der Stadtrat hatte für das Projekt bereits 1938 für den Gemüseanbau geeignetes Land erworben, das nahe den Fabriken in Oerlikon lag.

## Architektur
Die Siedlung besteht aus 17 Einfamilienhäusern mit 4 Zimmern, Schopf, Keller und Estrich. Die Gebäudehüllen bestehen aus 30 cm dickem Tonisolierstein. Für die Heizung steht ein Holzofen in der Mitte des Gebäudes zur Verfügung. Der Umschwung ist 12 bis 17 Aren gross.